# Обала
Обала (фр. Obala) — город на юге Камеруна, в Центральном регионе, относится к департаменту Лекье. Население 19,3 тыс. человек (данные 2001 года).

## География
Город расположен в 45 километрах к северу от Яунде. Связан автодорогой с Яунде.

## Население
Среди жителей города популярен диалект языка Эвондо, который называется Этон.
| Численность населения по годам (тыс. чел.) |      |      |      |      |
| Дата оценки или переписи                   | 1976 | 1987 | 2001 | 2008 |
| Численность населения                      | 13,1 | 13,1 | 19,3 | 23,5 |

## Транспорт
Через Обалу проходит два транс-африканских автодорожных маршрута:
- шоссе Лагос-Момбаса
- шоссе Триполи-Кейптаун

## Религия
В Обале располагается католическая епархия (образована в 1987 году). В 1976 году построена православная церковь.

## Образование
В Обале функционирует военная академия.

## Достопримечательности
- Луна-Парк — основная достопримечательность города. В Луна-парке есть бассейн, ресторан и большое количество обезьян. Луна-парк Обалы — одно из любимых мест отдыха жителей Яунде, которые в массовом порядке приезжают посетить его в выходные дни.[5]
- Водопад Нахтигаль (Nachtigal). Водопад назван в честь немецкого путешественника по Африке Густава Нахтигаля (1834—1885), установившего в 1884 году германский протекторат над Камеруном.[6] Водопад расположен примерно в 15 километрах от города на реке Санага, высота водопада — 20 метров.[5]
- Пороги на протекающей неподалёку реке Санага.
- Большой рынок, расположенный на открытом воздухе.

## Спорт
Город имеет местный футбольный клуб под названием Тарзан.